# Huntiglennia
Huntiglennia is een geslacht van spinnen uit de familie springspinnen (Salticidae).

## Soort
De volgende soort is bij het geslacht ingedeeld:
- Huntiglennia williamsi Żabka & Gray, 2004